# باقر شهر
باقر شهر (بالفارسية: باقرشهر) هي إحدى مدن مقاطعة ري في محافظة طهران، إيران. يقدر عدد سكانها بـ 52,575 نسمة .